# Hyaloteuthis
Hyaloteuthis is een geslacht van inktvissen uit de familie van de Ommastrephidae.

## Soort
- Hyaloteuthis pelagica (Bosc, 1802)